# 商朝历史年表
商朝历史年表按时间顺序列出商朝发生的重大事件。商朝可以分为先商、早商、晚商三个阶段：成汤灭夏之前为先商，灭夏至盘庚迁殷之间为早商，迁殷之后为晚商。早商遗址有郑州二里冈和偃师商城，中商遗址有洹北商城和郑州小双桥等，晚商遗址为殷墟遗址。
另一种分期方法是将从上甲微至示癸称为先公时期，自大乙汤至帝辛纣为先王时期。安阳殷墟遗址于20世纪上半叶被发现後，出土的甲骨文几乎完全印证司马迁《史记》中所记载的商王世系。

## 先商
少康十一年，商部落先公冥被派去治理黃河。夏杼十三年，冥在黃河身亡。
夏泄十二年，商族先公王亥在有易國被杀害。后来王亥之弟王恒继位，从绵臣手中夺回牛羊。王恒死后，其子上甲微又联合河伯氏讨伐有易氏，杀死绵臣。
上甲之后報乙、報丙、報丁、主壬、主癸五公先后即位，合称为“三匚二示”。

## 早商
- 前1559年，商汤在鸣条打败夏军，史称鸣条之战。之后，商汤回师西亳，召开了“景亳之命”大会，得到三千诸侯的拥护，取得了天下共主的地位，建立商朝。
- 太甲三年时，商太宗以残暴的手段对付百姓、奴隶，伊尹便把太甲流放到桐之宮。三年之后，太甲复辟，成为了一个勤政爱民、励精图治的圣君。[6]
- 商朝自商王中丁后，发生九世之乱，延续近百年，直到盘庚迁殷后才最终结束。

## 晚商
- 约前1320年：商王盘庚把都城自奄迁殷，甲骨文和金文得到发展。
- 前1264年：商王武丁分封他的叔父蔓叔于邓国。武丁统治年间，国势强盛，政治清明，百姓富庶，被称为武丁中兴。
- 祖甲二十四年，重新设立汤刑。[7]
- 前1147年：商王武乙继位，与巫术作斗争，实行礼制改良。
- 帝乙十年，商王亲征人方。
- 商纣王帝辛将姬昌囚于羑里。他在囚禁期间，写下周易一书。
- 前1046年：周武王於牧野之战擊敗商王帝辛的軍隊，商朝滅亡。

### 脚注
1. ↑  .   [2017-09-08]. （原始内容存档于2020-08-06）.
2. ↑  依《细讲中国历史丛书·夏》第一章明言夏人商人周人三者「是由氏族、部落、部落聯盟形成發展而來的宗族」，又據《中國傳統「族群觀」與先秦文獻「族」字使用淺析》一文分析，在《尚書》代表的周代以前的文獻中，「夏」並不是代表中原文明人群的泛指，而「夷」字也尚未成為「蠻夷」的泛指，當時「夷夏之辨」並沒有成為普遍的觀念。而周代的的「夷夏之辨」乃是根據文化傳統把「天下」的人群分做兩大類的區分，而不是一個「多種類」（甲族、乙族、丙族等）平行並存的分類框架，若以中原地區為文化中心來看，「夷夏之辨」表現的僅僅是「教化之內」和「教化之外」的區別，並不是什麼依據血緣、體質、語言的差別而固定不變的「民族」差別。故商并非民族，而是部落或部族。
3. ↑  《今本竹書紀年·夏紀·帝少康》:「十一年，使商侯冥治河。」
4. ↑  《今本竹書紀年·夏紀·帝泄》:「十二年，殷侯子亥賓于有易，有易殺而放之。」
5. ↑  . 微假师于河伯以伐有易，灭之，遂杀其君绵臣也。
6. ↑  《史記．殷本紀》：“帝太甲既立三年，不明、暴虐，不遵湯法，亂德。於是伊尹放之於桐宫三年，伊尹攝行政當國，以朝諸侯。帝太甲居桐宫三年，悔過自責反善。於是伊尹迺迎帝太甲而授之政。”
7. ↑  《竹书纪年》

### 书籍
- 胡厚宣; 胡振宇,  (PDF), 上海: 上海人民出版社, 2003  [2017-09-08], ISBN 7-208-04584-4, （原始内容 (PDF)存档于2017-09-09）